# Tóth Aladár Zeneiskola
A Tóth Aladár Zeneiskola délutáni oktatás keretében működő alapfokú művészeti iskola, a Liszt Ferenc Zeneművészeti Egyetem gyakorló iskolája. Növendékei - óvodás gyermekektől az egyetemista fiatalokig - hangszeres, énekes és a hangszertanulást segítő elméleti képzést kapnak, emellett csatlakozhatnak az iskola különböző együtteseinek munkájához. A zeneiskola központi épülete Budapesten, a  VI. kerületben, Terézvárosban a Szív u. 19-21. szám alatt található.

## A Tóth Aladár Zeneiskola működése, felépítése

### Kihelyezett tagozatok
A Tóth Aladár Zeneiskola jelenleg 800 növendéke közül sokan a központi épületben tanulnak, de közel azonos számú tanulót a kerület általános iskoláiban, gimnáziumaiban, úgynevezett kihelyezett tagozatokon (telephelyeken) tanítanak. Ez azért is fontos, hogy a kisebb gyerekek a saját általános iskolájuk épületében – amit már jól ismernek - kezdhessék el zenei tanulmányaikat, így nem kell őket hozni-vinni a szülőknek. A kihelyezett tagozatokon a tanszakok széles kínálatából lehet választani.

### A zenetanulás kezdete - Előképző
A zenetanulás első szakasza - a zenei képességek fejlesztése - az előképzős csoportokban történik. A szolfézstanárok június elején és szeptember elején kezdik szervezni az óvodákban és az általános iskolák 1-2. osztályaiban az előképzős csoportokat. Sok játék, mozgás, gyermekdal segítségével itt ismerkednek meg a kisgyermekek (5-8 éves korban) a zenei írás-olvasás legegyszerűbb elemeivel. Az előképzős csoportokban folyó munka megalapozza a későbbi eredményes hangszertanulást.

### Hangszertanulás
A hangszertanulást általában 8 éves kor körül kezdhetik el a gyerekek. A szaktanárok segítenek a hangszerválasztásban: megvizsgálják a jelentkezők kezét, száját, termetét, hallását, ritmusérzékét, tehát az adottságok alapján felmérik, hogy a kisgyermek milyen hangszeren bontakoztathatja ki leginkább zenei tehetségét. 8 éves kor után a legtöbb hangszeren biztonsággal el lehet kezdeni a tanulmányokat. Ezt segíti az is, hogy néhány hangszerfajta (pl. gordonka, hegedű, gitár, fuvola, kürt) ,,kicsinyített” méretben is létezik.  
Bizonyos tanszakokon a fizikai adottságok határozzák meg a hangszertanulás  kezdetét: például a magánének tanulását 16-18 éves kor körül érdemes elkezdeni. Egyes fúvós hangszerek (pl. oboa, fagott) előtt érdemes 1-2 évet furulyázni. Hasonlóképpen, egyes vonós hangszerek (pl. brácsa, nagybőgő) előtt javasolt néhány éven keresztül hegedülni, gordonkázni. Azokat a hangszereket, amelyekből az iskola tud kölcsönözni, térítésmentesen kérhetik a beiratkozott növendékek.

### Tagozatok
A hangszeres órák egyéni oktatás keretében „A” és „B” tagozaton zajlanak. Az ,,A” tagozaton a tanórák heti 2x30 percesek. A 2. zenei osztály után ,,B” tagozaton, magasabb óraszámban, heti 2x45 percben tanulhatnak a tehetségesebbek, illetve a zenei pálya választását fontolgatók. Mindkét tagozat növendékei minden félév végén számot adnak tudásukról, fejlődésükről, vagy nyilvános vizsgahangverseny keretében, vagy szűkebb körben, a tanszakon tanító tanárok előtt. A szolfézs és zeneirodalom tárgyakból év végén nyilvános órákat szerveznek.

### Kötelező tárgyak, zenei közösségek
A hangszertanulást az első négy évben heti 2x45 percben a kötelező szolfézs tárgy egészíti ki. A szolfézstanulás segíti a zenei írás-olvasási készségek, a zenei hallás és a memória fejlesztését. A négyéves szolfézs alapképzés mellett, illetve utána, az alábbi kötelező tárgyak közül lehet választani: zeneirodalom, zeneelmélet, kórus, kisebb kamaraegyüttesek, vonós- és szimfonikus zenekarok, operastúdió. Az egyéni hangszeres órán megszerzett tudás, akár már 2-3 év tanulás után kamatoztatható a különböző együttesek munkájában. A közös zenélés a legnagyobb élmény, ezért a zeneiskola kiemelt gondot fordít zenei közösségek létrehozására, életben tartására. A TAZI együttesei, zenekarai rendszeresen részt vesznek  hazai és külföldi fesztiválokon, versenyeken. Az elmúlt években az alábbi országokban jártak: Németország, Szlovénia, Szlovákia, Csehország, Ausztria, Olaszország, Dánia, Norvégia, Svájc, Spanyolország, Egyesült Királyság, Amerikai Egyesült Államok, Kína.

### Koncertélet
A zenetanuláshoz a kezdetektől hozzátartozik a nyilvánosság előtti szereplés. Ez célt ad a napi gyakorláshoz, valamint a szülők, barátok számára lehetőséget nyújt, hogy kövessék a gyerekek hangszeres tudásának fejlődését. A tanszaki hangversenyek és egyéb fellépések olyan ünnepi alkalmak, amelyekhez kényelmes és szép helyszínt biztosít az iskola 90 fős – a zeneiskola alapítójáról, Fodor Ernőről elnevezett - hangversenyterme (Fodor-terem). Gyakran külső helyszíneken szerveznek növendékhangversenyeket: a tagiskolákban illetve olyan reprezentatív helyszíneken, mint a Művészetek Palotája, a Régi Zeneakadémia Liszt Ferenc Kamaraterme, a Terézvárosi Ávilai Nagy Szent Teréz-plébániatemplom, Szent Család Templom, a Nádor Terem, Evangélikus Gimnázium, az Orosz Kulturális Központ, vagy a Zeneakadémia Nagyterme.

### Táborok
Több éves hagyományra tekintenek vissza a TAZI jó hangulatú, kellemes vidéki környezetben szervezett nyári táborai – kamarazenei tábor (Enese), együttesek tábora (Balatonszemes), magánénekesek tábora (Verőce) -, változatos szabadidős programokkal.

## A Tóth Aladár Zeneiskola története
Az ország egyik legrégebbi alapfokú művészetoktatási intézményét Fodor Ernő alapította 1903-ban. 

### 1903–1945: A Fodor Zeneiskola
Fodor Ernő (Csabdi, 1878. április 25. – Budapest, 1944. október 15.) alap- és középfokú iskolát kívánt alapítani, mely előkészíti a jobb színvonalú felsőfokú zenei tanulmányokat, tanulmányozta Bécs, Berlin, London, Róma zenei tanintézeteit. Az iskola az Andrássy út 40.-ben indult. Fodor zongorákat kölcsönzött és szeptemberben 11 tanárral elindította iskoláját, mely hamarosan mintává vált a következő évtizedekben egyre szaporodó alapfokú zeneiskolák számára.
Az első években a következő tárgyakat tanították: zongora (mindig ez volt a legnépesebb szak), hegedű, gordonka, ének, cimbalom, zeneszerzés, hangszerelés és partitúra-olvasás. Majd évről évre újdonságokkal gazdagodott az intézet: énekkar, zenekar, kamaraegyüttesek, szavalókórus alakult, és lehetett mozgásművészetet is tanulni. Több újítást vezettet be:
1. Csak szakképzett, diplomás tanárok taníthattak az iskolában.
2. Módszeresen kidolgozott tantervet vezettek be, amelyet a Zeneakadémia határozott meg
3. A tanulóknak „ellenőrzési füzete” volt. Ezt a mainál is szigorúbban vezették: bele kellett írni a napi gyakorlás mennyiségét, melyet a szülő aláírásával igazolt.

Megalapozta a világhírű magyar zeneoktatást, újabb helyiségeket kellett kibérelni. (Andrássy út 55., Andrássy út 56., Jókai tér 4.)
A tanári karban olyan világhírű muzsikusok tanítottak, mint dr. Kovács Sándor, Prahács Margit, Rados Dezső, Reiner Frigyes, Siklós Albert, Varró Margit, Waldbauer Imre, Weiner Leó.
Az első világháború éveitől nagy hangsúlyt fektetett az iskola a kortárs magyar zene támogatására, ezzel a programmal több magyar zeneszerző gyermekdarabjainak (pl. Bartók Béla: Gyermekeknek című sorozata) megszületéséhez is hozzájárult. Fodor Ernő ösztönzésére készült sok pedagógiai munka, például olyan szerzőktől, mint Bartók Béla, Weiner Leó, Farkas Ferenc, Szervánszky Endre, Kadosa Pál.
Az 1929/30-ban megalakult, főként a kortárs magyar zene megismerésével és megismertetésével foglalkozó diák-önképzőkör tagjai közül több jeles zenetörténész került ki.

### A Fodor Zeneiskolától a Tóth Aladár Zeneiskoláig
1945-től 1986-ig Fodor Ernő zeneiskolája háromszor is nevet váltott. Az alapító igazgató halála után – 1952-ig - Zeneoktató Munkaközösség néven működött tovább. A növendékek létszáma annyira lecsökkent a háború alatt, hogy 1945-re kevesebben tanultak itt, mint az első években. Mégis, a Fodor Zeneiskola – s benne azon értékek, melyeket képviselt – egyfajta mentsvár lett azok számára, akik még bíztak a művészet humanista erejében. Fodor Ernő egészen a náci megszállásig el tudta érni, hogy azok a tanárok, akik a zsidótörvények életbe léptetése után nem taníthattak a Zeneakadémián, itt folytathassák munkájukat. 1944-ben bekövetkezett halála után rövid ideig özvegye vezette az iskolát, majd az 1945 utáni átmeneti években az intézmény munkaközösségként működött.
1952-ben – miután szinte az összes korábban működő zeneiskolát államosították – megalakult a Fővárosi Zeneiskolai Szervezet. Központja a Fodor Zeneiskola első helye, a mai Andrássy út 40. számú épület lett. Főigazgatójává az intézmény egykori neveltjét, Irsai Verát nevezték ki. Fodor Ernő iskolájából I. számú Körzeti Zeneiskola lett.
Az igazgató Czövek Erna lett, a magyar zongoraoktatás egyik legjelesebb tanáregyénisége, akinek tevékenységét az elődök és a hagyományok tisztelete, az új dolgok felkarolása jellemezte. Kiváló érzékkel válogatta ki munkatársait, tantestületéhez tartoztak többek között: Dénes László, Dobszay László, Kertész Ottó, Nógrádi László, Béres János, Pálfalvi József, Papp Lajos, Szokolay Sándor, Tarjáni Tóth Ida, Wilheim Ferenc. Ösztönözte a zenepedagógiai munka fejlesztését, többek között a szolfézs tanárok szakmai összejöveteleinek és tanácskozásainak támogatásával – ennek eredménye lett például a Dobszay László által formába öntött tankönyv-sorozat, A hangok világa című kiadvány, a mai napig a szolfézsoktatás alapműve.
Czövek Erna utóda 1962-ben Horváth Károlyné lett, akinek múlhatatlan érdeme a fúvós tanszak létrehozása, a szimfonikus zenekar fúvós hangszereinek szinte teljes választékával, illetve olyan zenekari szólisták megnyerése a tanításnak, mint Bántai Vilmos, ifj.Hara László, Friedrich Ádám. A hangszerek beszerzését úgy oldotta meg, hogy az első időkben különböző zenekaroktól, felsőbb iskoláktól elkérte a kiselejtezett hangszereket. A kezdők tanításához szükséges kottakiadványok jelentős részét a tanárok írták vagy állították össze – például a Dénes-Lányi-Kállay-Mező-féle Hegedűiskola, Béres János Furulyaiskolá-i - ezeket a hangszeriskolákat a mai napig használják a magyar zeneoktatásban. 
1968-ban megváltoztatták a fővárosi zeneiskolák szervezeti formáját: kerületi állami zeneiskolákat hoztak létre. Az I. számú Körzeti Zeneiskola fenntartója a VI. kerületi tanács lett. Az állami gondoskodás anyagilag biztonságosabbá tette a működést, ennek köszönhetően jelentősen javultak a zenetanítás tárgyi feltételei. Az oktatás az Andrássy úti központi épületben és a kerület általános iskoláiban folyt, kihelyezett tagozatokon. 1975-ben az Andrássy úti házat életveszélyesnek minősítették, és az iskolát „ideiglenesen” áthelyezték a Városligeti fasor 6. szám alatti villa épületébe.

### Tóth Aladár Zeneiskola
Az 1980-as években lett szokássá az iskolák névfelvétele. A tantestület számára egyértelmű volt, hogy újra Fodor Ernő nevét kellene viselnie az iskolának. Az akkori politikai vezetés azonban ezt nem hagyta jóvá. Olyan névadót kellett keresni, aki kötődik a VI. kerülethez és az iskola szellemiségéhez, így esett a választás 1986-ban Tóth Aladárra, aki neves zenekritikusként és az Operaház igazgatójaként a XX. század zenei életének kiemelkedő alakja volt.
A zenei tanulmányaikat a Tóth Aladár Zeneiskolában kezdő gyerekek közül ma sokan a hazai és nemzetközi zenei élet elismert szereplői. Hosszú a híressé lett Fodor- illetve Tóth Aladár Zeneiskolások névsora - ide járt többek között Solti György karmester, zongoraművész, Kovács Dénes hegedűművész - aki sokáig a Zeneakadémia rektora volt -, Alpár Gitta színész-operaénekesnő, Gál György Sándor, aki számos közismert zenei ismeretterjesztő könyvet írt, Földes Andor, az Amerikában élő világhírű zongoraművész, a jazz-zongorista (ma is a TAZI-ban tanító) ifj. Rátonyi Róbert illetve az édesapja, Szabolcsi Bence zenetörténész, Vaszy Viktor zeneszerző, Prahács Margit zenetudós, Dés László, Gőz László jazz-muzsikusok, Szokolay Balázs, Csalog Gábor zongoraművészek.
A jelenlegi növendékek közül többen sorra nyerik a zenei versenyeket. Az együttesek, a kórus, az operastúdió, a zenekarok járják a világot.

## Referenciaintézmény, tehetségpont, gyakorlóiskola
Gyakorlóiskola: Az iskola kezdettől aktív szerepet vállalt a tanárképzésben. Az itt tanító tanárok a múltban és ma is a Liszt Ferenc Zeneművészeti Egyetem gyakorlatvezető tanáraiként irányítják a zongora-, a cselló-, a gitár-, a hegedű-, a fúvós- majd később a szolfézs szakos tanárjelöltek szakmai gyakorlatát.

## Igazgatók
Fodor Ernő (1903-1944)
Fodor Ernőné (1944-1945)
Czövek Erna (1952-1962)
Horváth Károlyné (1962-
Fehér Lászlóné (1975-1982), 
Kovács Kálmánné (1982-1984)
Wambach Ferencné (1985-2005)
Magyar Margit (2005-től)

## A zeneiskola kiadványai
A 100. tanév alkalmából kiadott 100 éves a Tóth Aladár Zeneiskola, (Budapest, 2003, szerk.: Barth Márta-Ispánki Ferenc)